# システムデザイン研究科
システムデザイン研究科（しすてむでざいんけんきゅうか）は、システム工学などに代表されるシステムデザインの教育研究を目的とした大学院研究科の一つである。
東日本では、東京都立大学や法政大学の大学院に設置されている。同大学院研究科にはシステムデザイン専攻がある。
慶應義塾大学の大学院には類似した名称のシステムデザイン・マネジメント研究科があるが、こちらは、システム工学を基盤にしつつ、技術システムのみならず社会システムのデザインやマネジメントも対象にしている。
また、東京電機大学の大学院にも類似した名称のシステムデザイン工学研究科がある。
西日本では、大阪工業大学がロボティクス&デザイン工学部に大学院システムデザイン専攻を設置している。この専攻ではシステム工学を基盤に、IoT・人工知能（AI）分野を含め、「デザイン思考」を演習や実験を通じて深く研究する。